# Ross County (Fußballverein)
Ross County (offiziell: Ross County Football Club) ist ein professioneller Fußballverein aus Dingwall, Schottland.

## Geschichte
Der Ross County Football Club wurde 1929 gegründet. Lange Zeit spielte der Klub in der Highland Football League, in der er dreimal Meister wurde. Überregional wurde der Klub vor allem für seine Pokalspiele bekannt, in denen er öfters höherklassige Mannschaften besiegte.
Im Januar 1994 wurde Ross County zusammen mit Inverness CT in das schottische Ligasystem gewählt und begann in der viertklassigen Third Division. Der Klub spielte in den ersten Jahren um den Aufstieg mit, der als Tabellendritter oder -vierter jeweils knapp verpasst wurde. In der Saison 1998/99 gelang mit dem ersten Tabellenrang der Aufstieg in die Second Division. Als Tabellendritter im folgenden Jahr schaffte der Verein den weiteren Aufstieg in die First Division.
Mit dem Gewinn des Scottish League Challenge Cup im Elfmeterschießen gegen den FC Clyde gelang im November 2006 der erste nationale Titel. In der gleichen Saison wurden die Staggies Tabellenletzter in der First Division und stiegen in die Second Division ab.
Ross County gewann in der darauffolgenden Saison die Meisterschaft in der Second Devision, womit der direkte Wiederaufstieg in die First Division gelang.
Am letzten Spieltag der Saison 2008/09 sicherte Ross County den Klassenerhalt mit einem 2:0-Sieg über Greenock Morton. Beim Scottish FA Cup 2009/10 kam Ross County bis ins Finale, verlor dort jedoch 0:3 gegen Dundee United.
Im Mai 2012 gelang Ross County erstmals der Aufstieg in die Scottish Premier League (SPL), die höchste Liga Schottlands. In der Saison 2012/13 sicherte der Verein als Tabellenfünfter den Klassenerhalt. Auch in den beiden Folgejahren verblieb Ross County in der SPL. Die Spielzeit 2013/14 beendete der Club auf Rang sieben, die Saison 2014/15 als Neunter. In der Spielzeit 2015/16 gewann Ross County den schottischen Ligapokal. Im Halbfinale konnte man sich überraschend gegen Celtic Glasgow mit 3:1 durchsetzen und besiegte im Finale den Zweitligisten Hibernian Edinburgh mit 2:1.
Durch die geografische Nähe zu der Stadt Inverness besteht eine Rivalität zum Fußballverein Inverness Caledonian Thistle.

## Aktueller Kader Saison 2025/26
Stand: 20. Juli 2025
| Nr. |            | Position | Name            |
| --- | ---------- | -------- | --------------- |
| 1   | Schottland | TW       | Ross Laidlaw    |
| 2   | England    | AB       | Ben Crompton    |
| 3   | Irland     | AB       | Len O’Sullivan  |
| 4   | England    | AB       | Akil Wright     |
| 6   | England    | AB       | Connor Randall  |
| 7   | Schottland | MF       | Jay Henderson   |
| 8   | Schottland | MF       | Dean Cornelius  |
| 9   | Nordirland | ST       | Ronan Hale      |
| 10  | England    | MF       | Noah Chilvers   |
| 11  | England    | ST       | Kieran Phillips |
| 14  | Schottland | ST       | Nicky Clark     |
| 15  | Schottland | AB       | Dylan Smith     |

| Nr. |            | Position | Name               |
| --- | ---------- | -------- | ------------------ |
| 17  | Schottland | MF       | Gary Mackay-Steven |
| 18  | Schottland | MF       | Andrew Macleod     |
| 19  | Schottland | MF       | Arron Lyall        |
| 20  | England    | ST       | George Robesten    |
| 21  | England    | TW       | Brad Foster        |
| 22  | Schottland | ST       | Adam Emslie        |
| 23  | Schottland | MF       | Ross Docherty      |
| 26  | Schottland | ST       | Jordan White       |
| 27  | Schottland | ST       | Eamonn Brophy      |
| 31  | Schottland | AB       | Declan Gallagher   |
| 43  | Schottland | AB       | Josh Reid          |
|     | Schottland | MF       | Jamie Lindsay      |

### Verliehene Spieler
| Nr. |  | Position | Name |
| --- |  | -------- | ---- |

| Nr. |  | Position | Name |
| --- |  | -------- | ---- |

## Erfolge
- Scottish League Cup: 2016
- Scottish League Challenge Cup: 2007, 2011, 2019
- First Division: 2012, 2019
- Meister Highland Football League: 1967, 1991, 1992